# Иллатив
Иллати́в (лат. illativus) — падеж, указывающий на конечный (внутри чего-либо) пункт траектории движения одного из участников ситуации. Имеется в первую очередь в агглютинирующих языках (финно-угорских и др.). Отличается от аллатива, который также указывает на конечный пункт, однако, как правило, наружный.

## В вепсском языке
В вепсском иллатив обозначает человека, место или предмет, внутрь которого направлено действие (otta k’ädehe «взять в руку»), предмет, который приобретается (tul’in’ l’ii̯bha «я пришёл за хлебом») или на который что-то обменивается (vajehtin’ vazan l’ehmha «я обменял телёнка на корову»), место работы или вид деятельности (män’i pe̮imn’ihe «он пошёл в пастухи»).